# Medófilo Medina
Medófilo Medina Pineda (Bogotá 1944) es un historiador y docente colombiano. Fue director del Instituto Caro y Cuervo.

## Biografía
Historiador de la Universidad Nacional de Colombia, Ph.D en Historia de la Universidad Estatal de Moscú graduado con la tesis Estructuras, situación y lucha del proletariado urbano contemporáneo en Colombia en 1975. Fue profesor titular y emérito de la Universidad Nacional, ha sido profesor visitante en universidades de Ecuador, España y Venezuela. Ha publicado libros y artículos sobre historia contemporánea de Colombia y Venezuela y sobre enseñanza de la Historia. Además de ser cofundador de la Fundación Razón Pública.

## Obras
- Estructuras, situación y lucha del proletariado urbano contemporáneo en Colombia (1975)
- Historia del Partido Comunista de Colombia (1980).[6]
- La Protesta urbana en Colombia en el siglo XX (1984).[7]
- Con  Fabio Velásquez C., Ana María Jaramillo A. Nuevas formas de participación política (1996).ISBN 9789589272701
- Juegos de rebeldía. La trayectoria política de Saúl Charris de la Hoz (1997).ISBN 9789589614907
- El Elegido: presidente Chávez, un nuevo sistema político (2001).ISBN 9789589136096
- Venezuela, confrontación social y polarización política (2003).[8]
- Con Efraín Sánchez. Tiempos de paz: acuerdos en Colombia, 1902-1994 (2003).[9]
- El rompecabezas de la paz (2014) ISBN 978-958-8427-81-2
- Con Rigoberto Rueda. Bolívar y San Martin la independencia como proceso continental ISBN 9789585402355
- Muchedumbres Políticas en Colombia (1893-2022) (2022) ISBN 9789585402690